# Guarapo
Pour le film espagnol, voir Guarapo (film).
Le guarapo est une boisson de type infusion, préparée à base de noix, de sève ou de sucre de canne, qui varie selon les régions.

## Variétés

### Îles Canaries
Dans les îles Canaries, le jus sucré extrait du palmier des Canaries (Phoenix canariensis) est appelé « guarapo ». Il est utilisé, entre autres, pour fabriquer du miel de palme et la boisson sucrée du même nom. Le guarapo dans les îles est un mélange de sève brute et traitée qui s'écoule de la paume du palmier des Canaries, très sucré et au goût particulier, c'est une boisson rafraîchissante et énergétique (forte concentration de minéraux). Il est commun à La Palma et à La Gomera.
Le terme « guarapo » désigne également d'autres jus obtenus à partir de plantes telles que la canne à sucre, en particulier dans les îles orientales, où la tradition d'extraire le miel ou le guarapo du palmier n'est pas si courante.

### Cuba
Ainsi, à Cuba, une boisson fermentée ou non préparée de deux manières est appelée guarapo, communément dans les foyers paysans, la première est celle obtenue à partir du miel de canne à sucre ou panela. Elle peut être facilement préparée en dissolvant le miel ou la panela dans de l'eau et en la faisant fermenter à l'aide d'un type de levure qui, dans le langage populaire, est connu sous le nom de « cunchos » ou « Supias ». Cette levure est souvent partagée entre ceux qui produisent la boisson ; l'autre façon, plus courante, est le résultat du broyage de la canne à sucre dans un trapiche ou moulin, qui peut être consommé frais ou fermenté. Cette dernière donne naissance à l'aguardiente, une boisson typiquement cubaine.

### Mexique
Dans l'État de Tabasco, au Mexique, le guarapo est une boisson très populaire parmi la population indigène Chontal. Il est principalement consommé lors du jour des morts ou des prières, car il est coutume de le placer sur les autels. Cette boisson est fabriquée à partir de jus de canne à sucre fermenté. Il y a aussi le guarapo de maíz qui est de couleur blanchâtre et qui est créé par la fermentation de maïs grillé, de panela et d'eau.

### Amérique du Sud

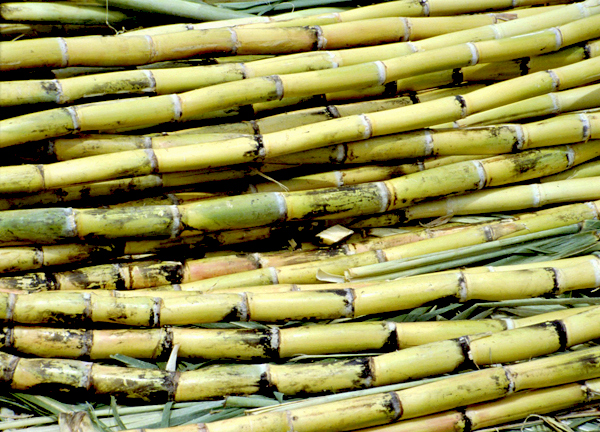
La canne à sucre est la plante dont on extrait le guarapo.

Le guarapo de caña est particulièrement connu au Panama, à Cuba, à Porto Rico, en Équateur, en République dominicaine, au Venezuela, en Colombie, en Bolivie et au Pérou. Il s'agit du jus extrait directement de la canne à sucre pendant le broyage après la récolte et est populairement consommé comme une boisson rafraîchissante et énergisante pendant les mois d'été ou la saison sèche.
Pour les Vénézuéliens, même le café expresso mélangé à suffisamment d'eau, ou le café infusé avec beaucoup d'eau, ce qui le rend très clair, est appelé guarapo, café aguarapado (ou apocopado comme café aguarapa'o) ou guayoyo.
Guarapo est également le nom donné à la boisson faite à partir de papelón (piloncillo ou panela avant la fabrication du sucre de canne) et servie avec du citron. Il est très courant comme boisson rafraîchissante dans les rues des villes et villages vénézuéliens.
En Colombie, le guarapo est souvent bu fermenté dans des pots en argile, après avoir ajouté une sorte de levure connue sous le nom de « cunchos ».
À Cochabamba, en Bolivie, le guarapo est un produit résultant de la fermentation partielle du moût, arrêté avant d'atteindre 5 % d'alcool par volume et dont la teneur en sucre ne dépasse pas 5 % et n'est pas inférieure à 2 %, mesurée en poids de sirop. Le guarapo ne peut contenir l'addition d'aucun alcool supplémentaire, à l'exception de l'alcool de canne, auquel cas il s'agit d'un produit frelaté, il peut être préparé à base de raisins frais ou de sultanines. Cette boisson génère beaucoup de confrontation entre les villages de Sipe Sipe et Capinota sur son origine. Les deux villages ont leurs propres festivités de guarapo pendant l'année, où le meilleur guarapo de l'année est sélectionné.
Dans le département d'Amazonas, au nord-est du Pérou, le guarapo est une boisson traditionnelle obtenue par la fermentation du jus de canne à sucre, obtenue à la main à l'aide du trapiche, et qui est largement utilisée par les villageois comme un élixir qui accompagne tout, des travaux agricoles aux plus importantes fêtes populaires et religieuses. Lors de ces dernières, les villageois se partagent d'énormes quantités de guarapo, depuis la phase préparatoire (compositions, veillées, vêpres) jusqu'au lendemain du jour principal des festivités. Enfin, le guarapo est offert dans des pots en argile dans le cadre du voto ou de l'offertoire qui est préparé pour être remis au Mayordomo qui sera chargé d'organiser et de garantir la célébration de la fête l'année suivante. Dans le passé, les habitants des communautés productrices de canne à sucre utilisaient même le guarapo comme moyen d'échange ou de troc sur les marchés, obtenant pour sa livraison les produits des habitants des districts voisins, comme le maïs, les haricots, les bananes, la viande et autres épices.